# Nemo 33

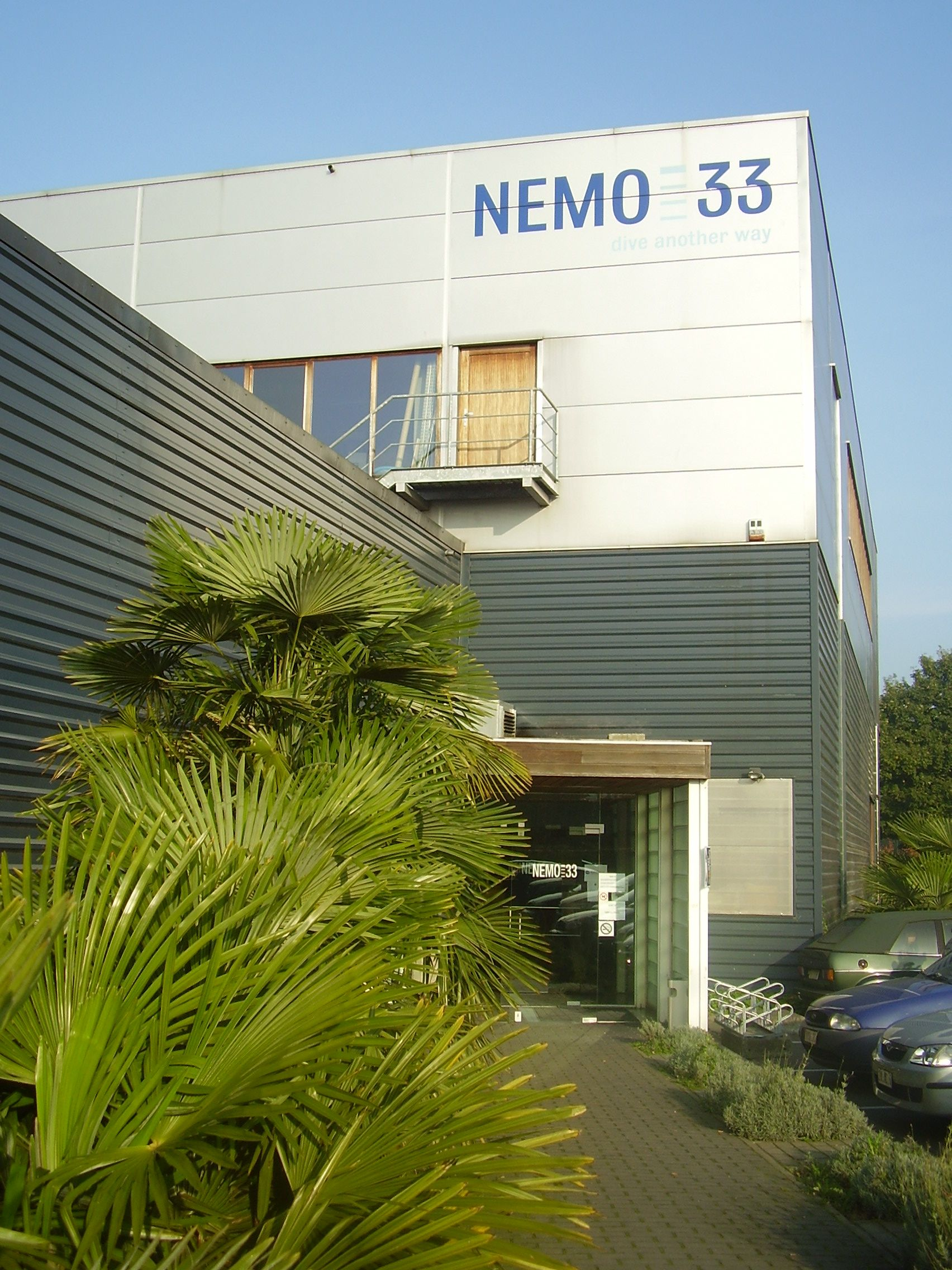
Nemo 33

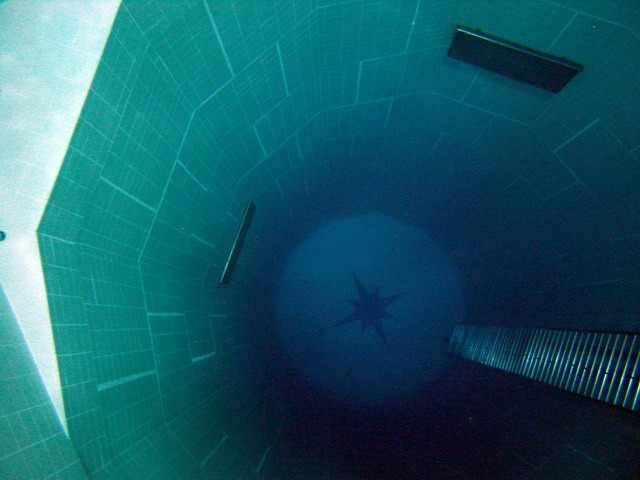
Vista del foso profundo de Nemo 33 (también llamado "the pocket" (el bolsillo)) que alcanza una profundidad declarada de 33 m

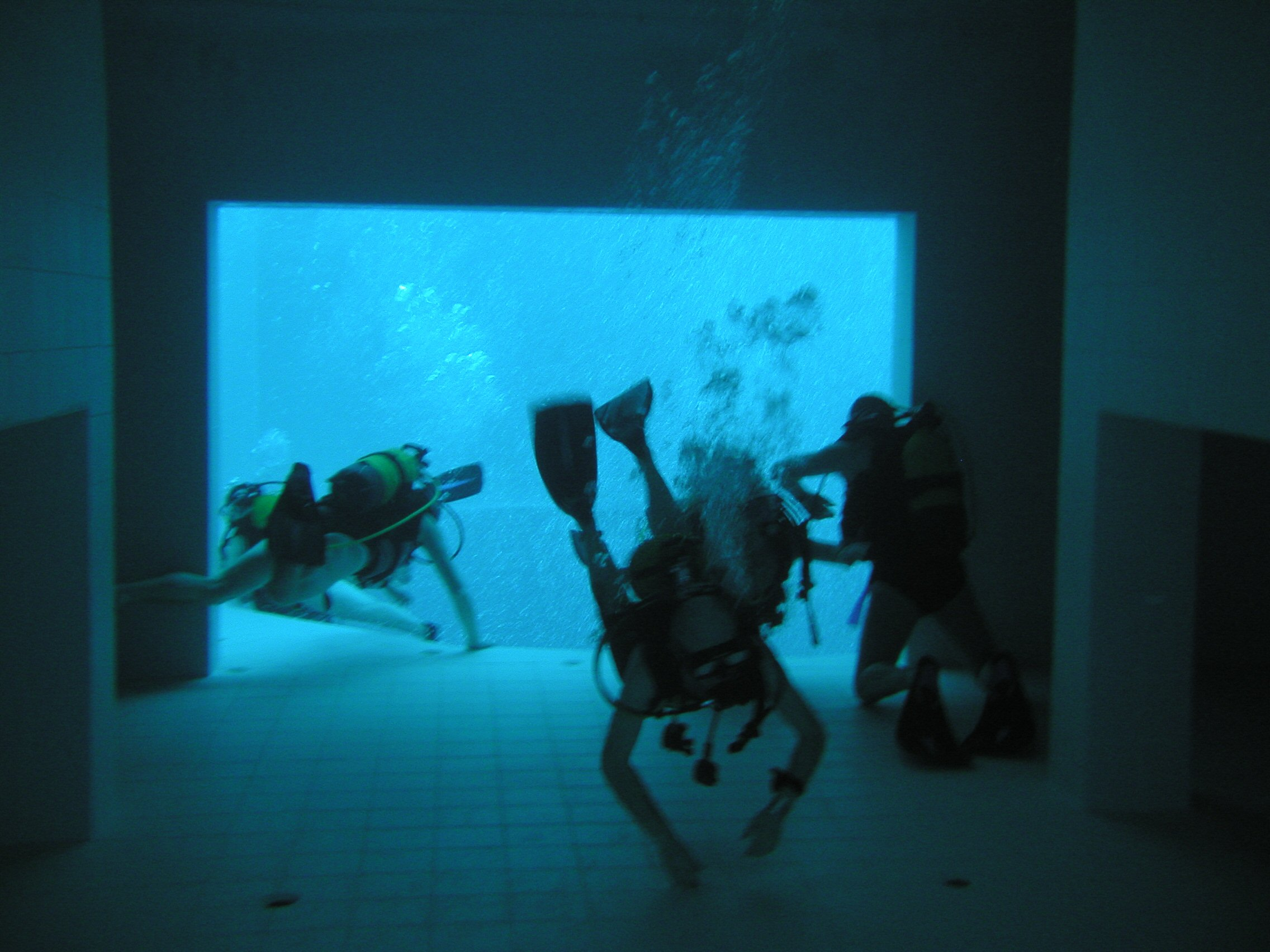
Una inmersión en el Nemo

Nemo 33 es una piscina de uso deportivo. Se encuentra en Bruselas, Bélgica en la Rue de Stalle straat 333 (Rond-point des Menhirs) 1180 Uccle-Ukkel. Tiene una capacidad de 2500 m³ de agua a una temperatura entre 30 °C a 33 °C que es calentada mediante paneles solares. El centro de buceo se inauguró en 2004.
Nemo 33 fue concebido y diseñado por John Beernaerts, un ingeniero civil e instructor de buceo belga al que no le gustaba iniciar a los nuevos buceadores en lóbregas canteras inundadas o en el tempestuoso Atlántico Norte, las opciones habituales en el norte de Europa. El proyecto Nemo 33 necesitó ocho años de trabajo para que viese la luz: cinco de diseño para solventar todos los problemas tecnológicos, y tres de construcción, buscando siempre la optimización de recursos y la sostenibilidad medioambiental de toda la instalación. El arquitecto Sebastian Moreno-Vacca fue el encargado de dar forma arquitectónica definitiva al proyecto de Beernaerts.
El nombre de la piscina es un homenaje a la capacidad visionaria de Julio Verne y al personaje del Capitán Nemo de su obra 20.000 leguas de viaje submarino, mientras que el 33 indica la máxima profundidad que alcanza su vaso.

## Las instalaciones
Nemo 33 es en realidad un edificio dentro de otro. En el interior se encuentra un enorme foso de buceo multinivel que alcanza la insólita cota de 33 m de profundidad máxima declarada (48,6 m según lectura de profundímetro digital), lo que la convierte en la piscina más profunda del mundo. Los primeros 12 m del vaso están sobre el nivel de la superficie, lo que permite ver desde casi cualquier rincón del exterior lo que sucede en el interior del foso de buceo a través de 14 ventanas.
El vaso de la piscina se divide en diferentes zonas de buceo a distintas profundidades para acomodarse a las necesidades de buceadores de diferentes niveles y titulaciones:
- zona de iniciación: 1,30 x 20,0 x 5,0 m
- zona de natación: 2,50 x 20,0 x 5,0 m
- zona de descubrimientos: 5,0 x 8,0 x 8,0 m
- foso de iniciación: 10,0 x 6,0 x 6,0 m
- foso de buceo experto:  33,0 x 6,0 x 6,0 m

Tiene también una zona de buceo bajo techo con 2 cámaras de aire a -9 m donde es posible quitarse la máscara de buceo, y una estancia a -7 m donde es posible sacar todo el cuerpo del agua. La iluminación de toda la piscina es tanto natural a través de los ventanales superiores de la zona de acceso como artificial, mediante una serie de focos en posición cenital, con temperatura de color de 4600 K, similar a la luz solar que iluminan el tanque central hasta la profundidad máxima de 33 m.
Envolviendo todo el vaso de buceo se encuentra el edificio de servicios, con vestuarios, cafetería, restaurante y aulas.